# アンナカキグナ
アンナカキグナ（学名：Annakacygna）は、約1150万年前にあたる新第三系中新統から化石が産出した、ハクチョウに近縁な絶滅鳥類の属。体長は1.2 - 1.3メートルと推定され、嘴の形状から濾過摂食者としての生態、翼の形状から雛の運搬や求愛行動の示唆が得られている。
日本の群馬県で発見されており、アンナカキグナ・ハジメイとアンナカキグナ・ヨシイエンシスの2種が2022年に命名された。前者の化石は2000年1月に同県安中市、後者の化石は1995年頃に同県の旧吉井町で発見され、前者がタイプ種とされる。前者の和名としてアンナカコバネハクチョウがある。

## 発見と命名
アンナカキグナのホロタイプ標本 GMNH-PV-678 は、2000年に中島一が群馬県安中市の碓氷川で発見した、ほぼ関節した完全に近い骨格である。化石は原市層の堆積津物のシルト岩のスラブ中で発見されており、当該の層は中新世の海成層である。初期の研究において、当該化石は北アメリカ大陸西部の中新世の飛べない鳥であったMegalodytes と近縁と考えられていた。しかし母岩の除去などを進めるうち、当該化石は別の分類群であることが明らかになり、京都大学と群馬県立自然史博物館の共同研究を経て、松岡廣繁と長谷川善和により2022年に新属新種A. hajimeiとして記載された。
第2の種であるA. yoshiiensisは1995年頃に産出した遠位の脛足根骨 GMNH-PV-1685 のみが知られている。当該の標本は、タイプ種の化石から11.5km南東にて鏑川の河床から発見され、2005年に群馬県立自然史博物館に所蔵された。
属名 "Annakacygna" は安中市とラテン語でハクチョウを意味する"cygnus"に由来する。A. hajimei は発見者である中島一にちなみ、A. yoshiiensis はタイプ標本の発見された吉井町にちなむ。

## 形態
ホロタイプの頭骨は潰れており、吻部の大部分が失われているが、保存された下顎に基づいて上側の嘴の長さは10cmと推定されている。頭部は体格に対して比較的大型であり、記載論文では"head-heavy"と記載されている。眼窩の後部には骨質の棚状構造が後眼窩突起まで伸び、塩類腺を示唆すると考えられる背側切痕を形成する。涙骨はV字型であり、関節面が互いに癒合しない点で特異的である。下顎の下側への湾曲の開始点は分厚く、背側で矢状稜に類似する構造を形成する。これは既知の鳥類には見られない形質である。方形骨に付随する深外下顎内転筋は幅広で深い痕跡を残している。方形骨要素自体は極めて薄く、単一の前後方向に向いた顆が下顎の関節の点として寄与する。これは本属に特異的な形質であり、上顎の縮小と関連する可能性がある。下顎自体は外側から見た際に下顎枝が大きく湾曲する。歯骨の筋突起は後方に位置し、筋突起と後側関節面の間の距離は下顎枝の僅か四分の一である。歯骨の先端は保存が悪く薄い一方、保存された骨要素に基づいてスプーン状の形状をしていたことが分かっている。
多くが関節こそしていないものの頸椎と胴椎は17個発見されており、その保存ゆえに骨格における位置関係が判明していた。後にMatsuoka and Hasegawa (2022)は23個の頸椎と7個の胴椎の存在を明らかにした。これらの椎骨の形状は一般に現生のコクチョウ(Cygnus atratus)のものに類似するが、現生のハクチョウ属の種よりも顕著に幅広である。椎骨は短く頑強であるにも拘わらず、それでも頸部全体は長く柔軟であった。胸骨の保存は悪いが烏口腕筋の弱い接触が示唆されており、烏口骨は北アメリカの更新世の飛べない鳥類チェンディテスのものと類似する。肩甲骨は現生の発達した尾肩甲上腕筋を持つ飛翔性カモ目よりも強化されており、飛翔性を失った鳥類のものとは類似しない。両上腕骨はその長さにおいてコクチョウと共通するが、真っ直ぐな上腕骨体は顕著なS字型湾曲を欠いており、外側あるいは内側から見た時にのみS字型湾曲の名残を見て取れる。上腕骨頭は相対的かつ絶対的にオオハクチョウ(Cygnus cygnus)よりも発達する。上腕骨遠位端は小型で、骨全体は厚い。尺骨は真っ直ぐで短く、上腕骨の57％の長さしか持たず、現生のハクチョウの上腕骨や尺骨と等しい長さである。橈骨は短く、断面は近位側では丸みを帯び、遠位に向かうにつれて幅広で平坦な形状に変化する。上腕骨との関節は縮小している。橈骨点は相対的に大型である一方、掌骨は短い。ただし、掌骨の強固な関節面からは、掌骨が依然として用いられていたことが示唆される。翼を構成する指骨はほぼ認識できない。
骨盤はほぼ完全に保存されており、化石の保存状態を考慮すれば、緩やかなアーチを描いていると思われる。保存されている3つの尾椎は他の鳥類と比べて発達しているほか、癒合仙椎への寄与が小さい点で特徴的である。足根中足骨の断面は楕円形をなす。これはカイツブリ科やアビ属に見られる適応で、水中を移動する際の抵抗の軽減に寄与する。
第2の種A. yoshiiensisは脛足根骨の遠位端のみが知られている。当該の骨は対応するA. hajimeiの骨の1.3倍の大きさであり、別種として扱われた。

## 古生物学

### 食性
上側の嘴は保存されていないが、下顎の解剖学的特徴に基づき、特に現生のカモ亜科のように前側に広がった、長く深いものであったと考えられている。頭蓋骨および歯骨から示される特異的な顎の筋組織からは、アンナカキグナが現生ハクチョウには見られない、シーソーのような顎の動かし方をしていたことが示唆される。下顎と同期して後方に動く上顎は、アンナカキグナが派生的な濾過摂食者であったことを示唆する。プランクトン食を支持する軟組織の薄層が嘴に存在した可能性も高い。

### 親鳥による世話

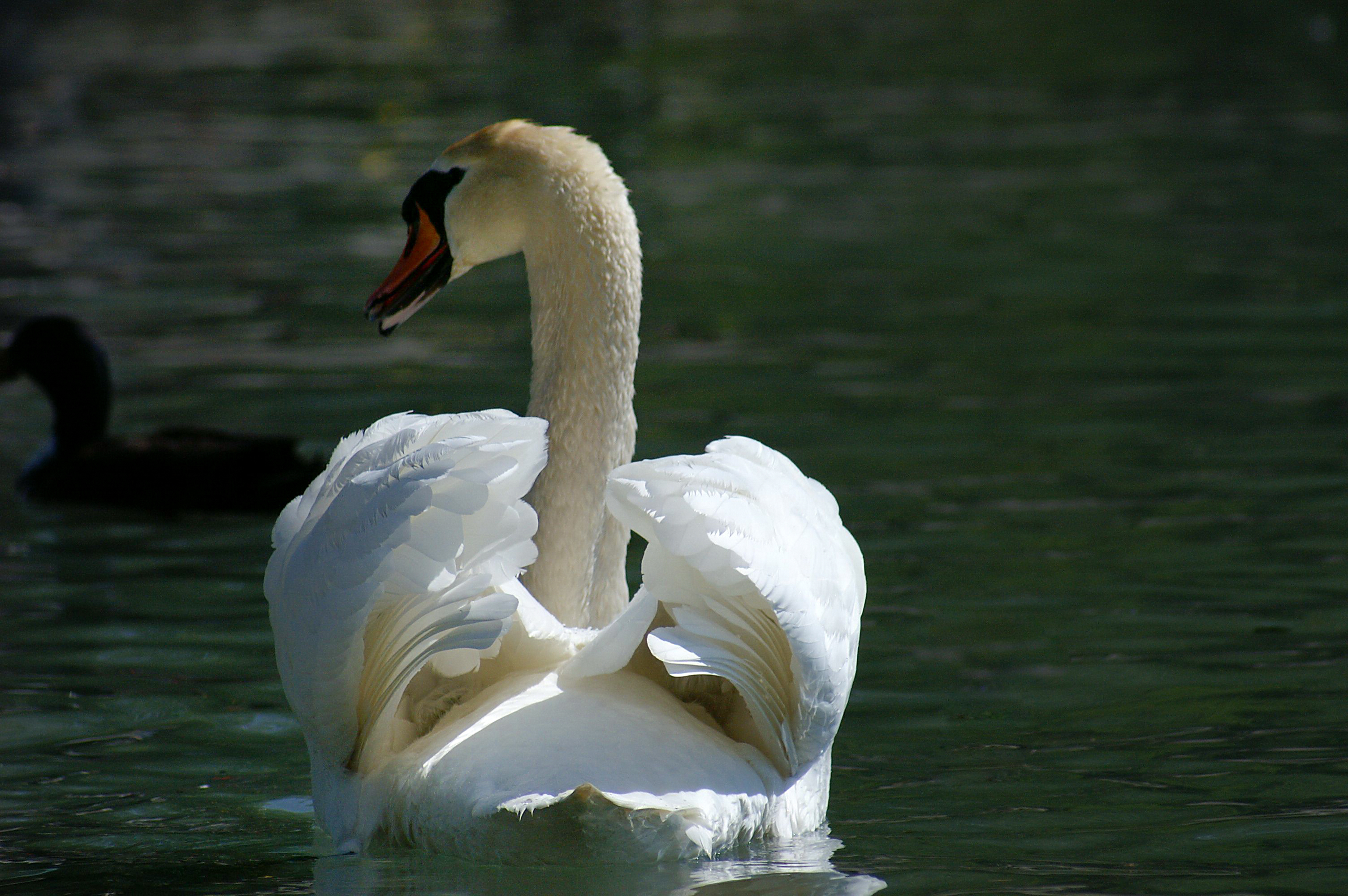
おんぶのような姿勢を取るコブハクチョウ

ガチョウやカモハクチョウ(Coscoroba coscoroba)と同様に、アンナカキグナの骨盤は幅広で短く、足を遊泳に用いる鳥類の長く狭い骨盤とは類似しない。しかし、アンナカキグナの足はむしろ後肢推進型の海鳥の物と類似する。Matsuoka and Hasegawa (2022)は、骨盤は海で体を安定させる特殊な適応を遂げていた可能性があると示唆した。長く頑強な尾椎は、骨盤の他の適応と共に、例外的な可動性と強さを持つ尾をもたらしていた可能性がある。
アンナカキグナは飛翔不能であったことが翼から明確に示されているが、腕の骨は短くなっているものの、他の飛べない鳥と同様の縮小は見られず、むしろ別の特殊性を示している。肩関節の可動性は高く、翼を大きく後退させることが可能で、通常は鳥が翼を畳むときにしか観察されないこの動作を支える筋肉組織を持っていた。逆に、手首の関節への制限は大きく、指骨は約60°までしか折り畳むことが出来ず、135°までしか曲げられなかった。加えて、腹側尺掌骨筋により、主羽根は手首よりも上方に持ち上げることができたと考えられる。このような翼の位置は雛をおんぶするように成鳥の背中に乗せて運搬する現生のハクチョウの種にも見られるものである。また、このような行動を取る3種はいずれも他の白鳥に比べて声が小さく、その代わりに翼を使ってコミュニケーションを行う。
骨格要素と対応する筋組織の組み合わせから、Matsuoka and Hasegawa (2022)はアンナカキグナが現生のコブハクチョウのように特殊化した翼を持ち、それを雛の運搬に使用していた可能性があると提唱した。可動性のある尾は、雛の物理的な保護に寄与した可能性がある。さらに、翼と尾は雛を守るためだけでなく、仲間を引き付け、コミュニケーションをとるためのディスプレイとしても利用されていた可能性もある。

### ロコモーション
アンナカキグナの足の形態はアビ属やカイツブリ科といった現生の潜水鳥類と類似しており、同様に狭い足根中足骨を示すが、大腿骨は短縮していない。Matsuoka and Hasegawa (2022)は本属が深い海に潜っていたとは考えていないが、海洋生活への適応は間違いないと判断した。さらに脛骨はアホウドリ科・カツオドリ科・アメリカヘビウなど他の様々な海鳥や潜水鳥に類似する。足首の関節は背屈性が強く、足は受動的に折り畳まれていたと推測される。骨が厚くなったことはアンナカキグナの生態に寄与した可能性が高い。アンナカキグナの場合、海での採餌の際に身体を安定させるために骨が厚くなったと考えられている。

### 古環境
アンナカキグナの種はいずれも中新統の原市層で発見されているが、当該の層は海成層であり、当時は海洋環境が広がっていた。当該の層から発見された他の動物には、束柱目のパレオパラドキシア、サメ、アロデスムス亜科の鰭脚類、ジョウモケトゥスやケントリオドンなどのクジラ類がいる。